# Okuniek
Okuniek (biał. Акунёк, Akuniok) – niewielkie jezioro na Białorusi, w obwodzie mińskim, w rejonie miadzielskim. Wchodzi w skład Bołduckiej Grupy Jezior. Znajduje się na terenie Parku Krajobrazowego „Błękitne Jeziora”. Leży w dorzeczu Straczy, 13 km od granicy białorusko-litewskiej. Znane jest z miękkiej wody. Długość linii brzegowej wynosi ok. 615 m.
Jezioro w latach 1922–1939 (1945) leżało na terytorium II Rzeczypospolitej.